# Rubén Xaus

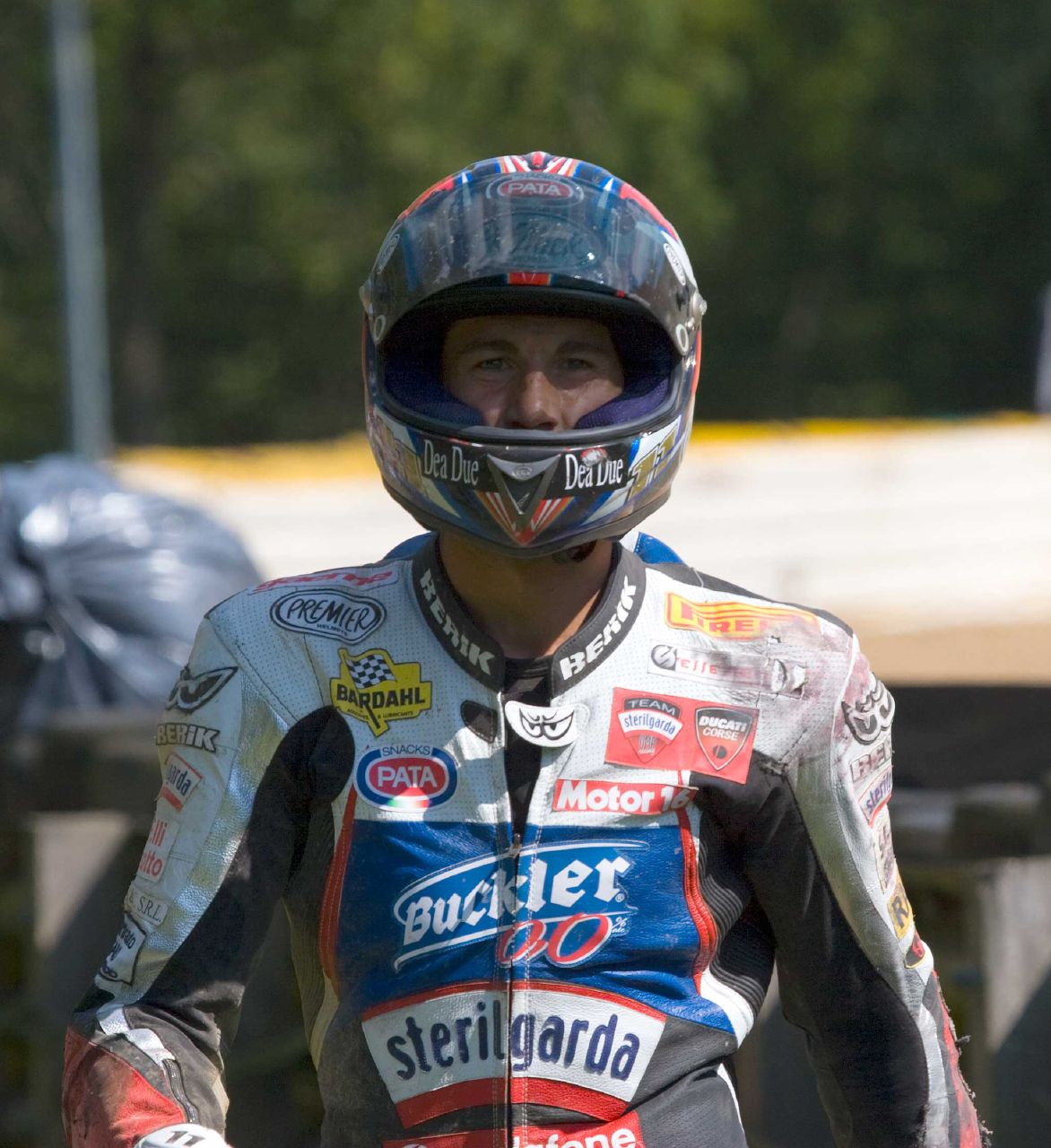
Rubén Xaus, Brands Hatch, 2007

Rubén Xaus (* 18. Februar 1978 in Sant Cugat del Vallès, Katalonien Spanien) ist ein ehemaliger spanischer Motorradrennfahrer.
Xaus galt als harter Fahrer, was ihn bei den Fans sehr beliebt machte.

## Karriere

### Anfänge
Rubén Xaus bekam sein erstes Motorrad, eine 25-cm³-Montesa, im Alter von fünf Jahren von seinem Vater geschenkt, der selbst einmal Motorradrennen bestritten hatte. Dieser brachte ihm auch sogleich das Motorradfahren bei, und Xaus trainierte in den Folgejahren sehr intensiv mit Motocross-Maschinen. Im Alter von 14 Jahren überzeugte ihn sein Vater jedoch, zum Straßenrennsport zu wechseln. Deshalb startete ab 1992 in der Katalanischen 125-cm³-Straßenmeisterschaft, im folgenden Jahr gewann er die katalanische 80-cm³-Supermoto-Meisterschaft.
Im Jahr 1994 startete Xaus zum ersten Mal auf großvolumigen Viertaktmaschinen und bestritt die Open Ducados Supersport Series in Spanien und schloss diese auf dem 17. Platz ab. Im Jahr darauf konnte er sich dort auf den dritten Gesamtrang verbessern, außerdem nahm er an der Thunderbike Trophy der F.I.M. teil und bestritt auf Honda im Team Fortuna Pons fünf 250-cm³-Grands-Prix, ohne dabei jedoch Punkte einfahren zu können.
Im Jahr 1996 wurde der Spanier Sechster bei den Thunderbikes und wechselte 1997 in die Supersport-Weltserie, die er auf Honda bestritt und auf dem 17. Gesamtrang abschloss. In diesem Jahr konnte Xaus außerdem das 24-Stunden-Rennen auf seiner Heimstrecke, dem Circuit de Catalunya nahe Barcelona, gewinnen. 1998 startete Rubén Xaus für das Team Alpha Technik auf einer Suzuki GSX-R 750 in der deutschen Pro Superbike-Serie und schloss diese auf dem sechsten Gesamtrang ab, außerdem bestritt er auf Suzuki seine ersten Superbike-WM-Läufe.
In der Saison 1999 fuhr Xaus auf Yamaha im Team Dee Cee Jeans wieder in der Supersport-WM, wo er diesmal den fünften WM-Rang erreichte. Beim Lauf in Misano konnte er dabei seinen ersten Sieg einfahren. Im Jahr 2000 wurde Rubén Xaus dann offizieller Ducati-Werkspilot in der Supersport-Klasse und startete auf einer Ducati 748. Er kam sofort mit der Zweizylindermaschine zurecht und gewann in Assen den zweiten WM-Lauf seiner Karriere. In der Gesamtwertung kam er in diesem Jahr auf den siebenten Rang.

### Superbike-WM
Zur Saison 2001 wechselte Rubén Xaus dann in die Superbike-Weltmeisterschaft, wo er an der Seite von Troy Bayliss eine Ducati 996 R-Werksmaschine im Team Ducati Infostrada pilotierte. Seine Leistungen verbesserten sich kontinuierlich, bis zur Mitte der Saison fuhr er regelmäßig in die besten zehn und stürzte auch einige Male. Beim ersten Rennen in Oschersleben konnte Xaus dann mit Rang zwei hinter Weltmeister Colin Edwards seine erste Podiumsplatzierung feiern. Das zweite Rennen an diesem Tag konnte er sogar gewinnen und wurde so der erste spanische Fahrer überhaupt, der einen Lauf zur Superbike-WM gewinnen konnte. In der Weltmeisterschaft, die Teamkollege Bayliss gewinnen konnte, landete der Spanier auf dem sechsten Platz.
In der Saison 2002 startete Xaus weiterhin für Ducati Infostrada, wiederum als Teamkollege von Troy Bayliss, auf der neuen 998 F02. Bereits beim zweiten Lauf im australischen Phillip Island kam er zweimal aufs Podium. Er fuhr in dieser Saison insgesamt zehn Podiumsplatzierungen ein und kam bei jedem Rennen, in dem er ins Ziel kam unter die ersten zehn, was ihm wiederum Rang sechs in der WM-Wertung einbrachte.
Zur Saison 2003 ersetzte der Brite Neil Hodgson den in die MotoGP abgewanderten Troy Bayliss an Xaus’ Seite im Ducati-Werksteam, das in diesem Jahr als Fila Ducati-Team an den Start ging. Nicht nur Teamkollege und -name waren neu, sondern auch das Motorrad. Der italienische Hersteller setzte erstmals seine komplett neue 999 F03 ein. Die neue Ducati stellte sich als höchst überlegen gegenüber der japanischen Konkurrenz heraus und gewann 20 von 24 Saisonrennen. Rubén Xaus fuhr sieben Siege und insgesamt 15 Podiumsplatzierungen ein und musste sich in der Gesamtwertung nur seinem Teamkollegen Hodgson geschlagen geben.

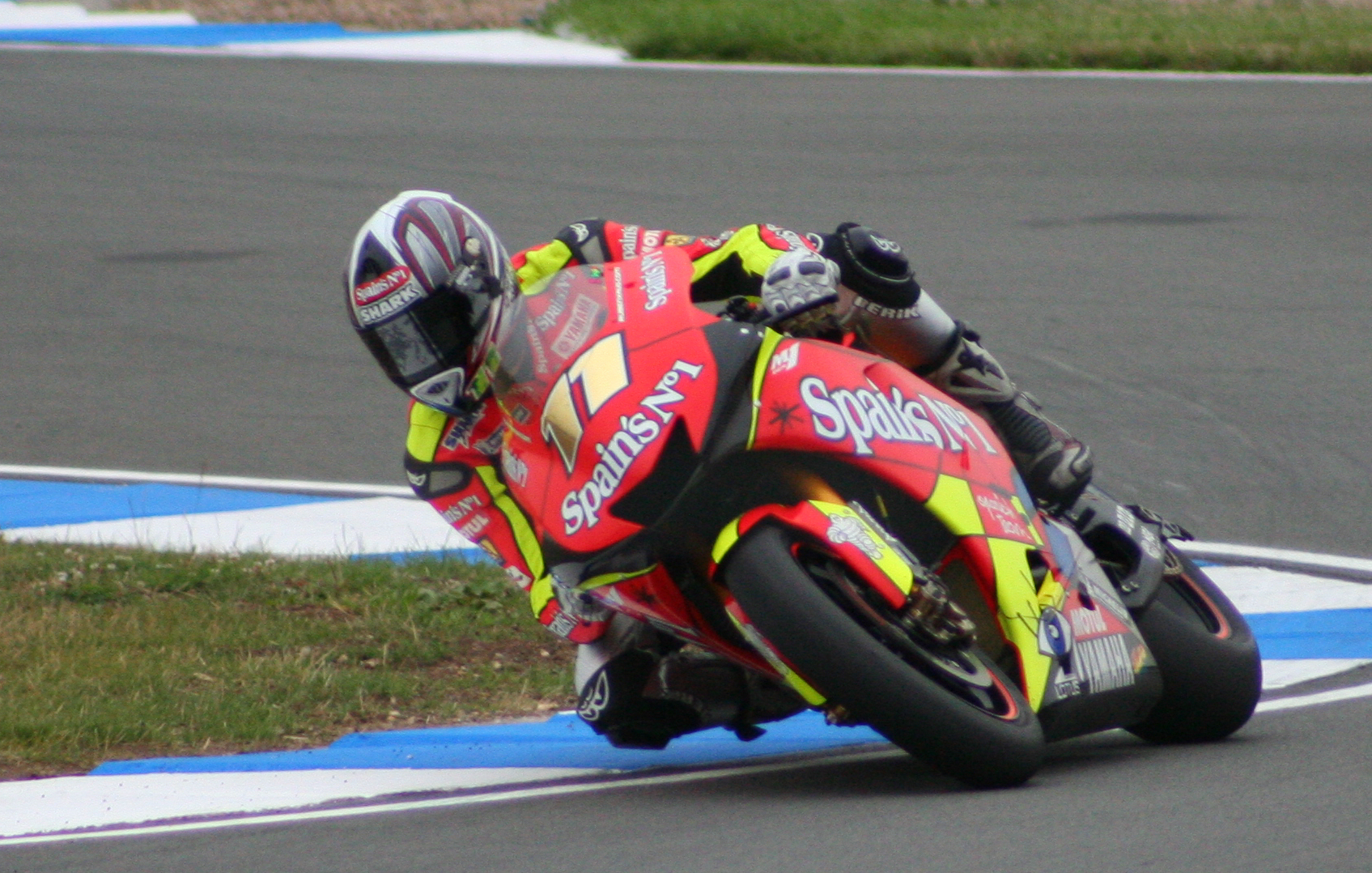
Rubén Xaus, Donington, 2005

### MotoGP-Klasse
Zur Saison 2004 wechselte das Duo Xaus-Hodgson dann gemeinsam in die MotoGP-Klasse, wo sie im D’Antin-Team eine Desmosedici-GP3-Vorjahresmaschine von Ducati pilotierten. Das Team litt unter chronischem Geldmangel und konnte sich kaum Testfahrten leisten. Rubén Xaus kam in diesem Jahr mit seiner Maschine besser zurecht als Teamkollege Hodgson und fuhr regelmäßig in die Punkteränge. Das erste Ausrufezeichen setzte der Spanier beim Grand Prix von Italien in Mugello, wo er im Regen lange in der Spitzengruppe mitfuhr und am Ende Fünfter wurde. Beim 13. Saisonlauf, dem Großen Preis von Katar in Losail, gelang Xaus mit Rang drei sogar seine erste Podiumsplatzierung und damit gleichzeitig die erste für Ducati in dieser Saison überhaupt. Mit 77 Punkten belegte er Rang elf in der Gesamtwertung und wurde zum Rookie of the Year gekürt.
Zur Saison 2005 wechselte Rubén Xaus ins Fortuna Yamaha Team, wo er zusammen mit seinem Freund und Landsmann Toni Elías fuhr. In diesem Jahr hatte er mit der Yamaha YZR-M1 die Maschine zur Verfügung, mit der Valentino Rossi im vorangegangenen Jahr im Werksteam Weltmeister geworden war. Dennoch kam Xaus mit diesem Motorrad, vor allem wegen seines sehr harten Fahrstils, nicht zurecht und fabrizierte deshalb sehr viele Stürze. Seine besten Platzierungen waren vier zehnte Plätze. Mit 52 Punkten wurde er schließlich 16. in der Gesamtwertung.

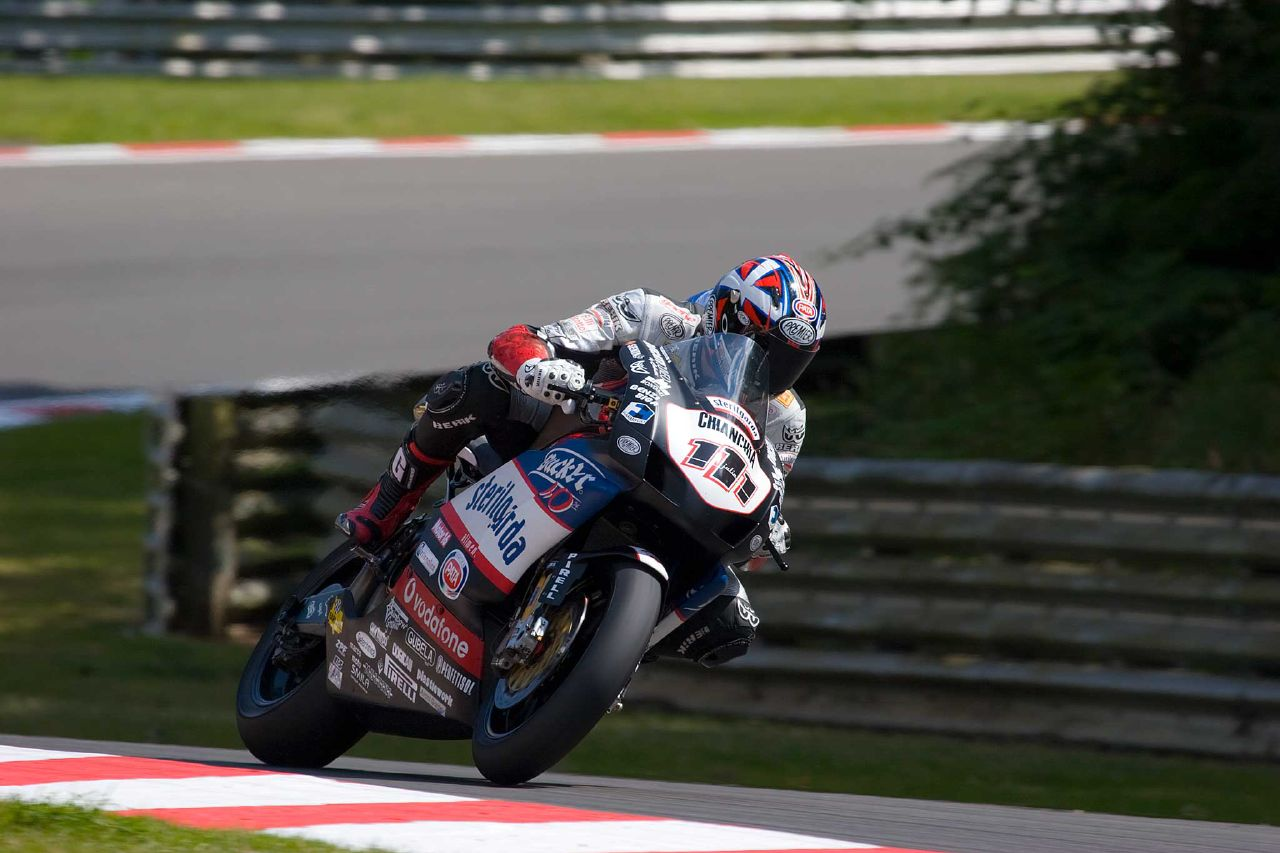
Rubén Xaus, Brands Hatch, 2007

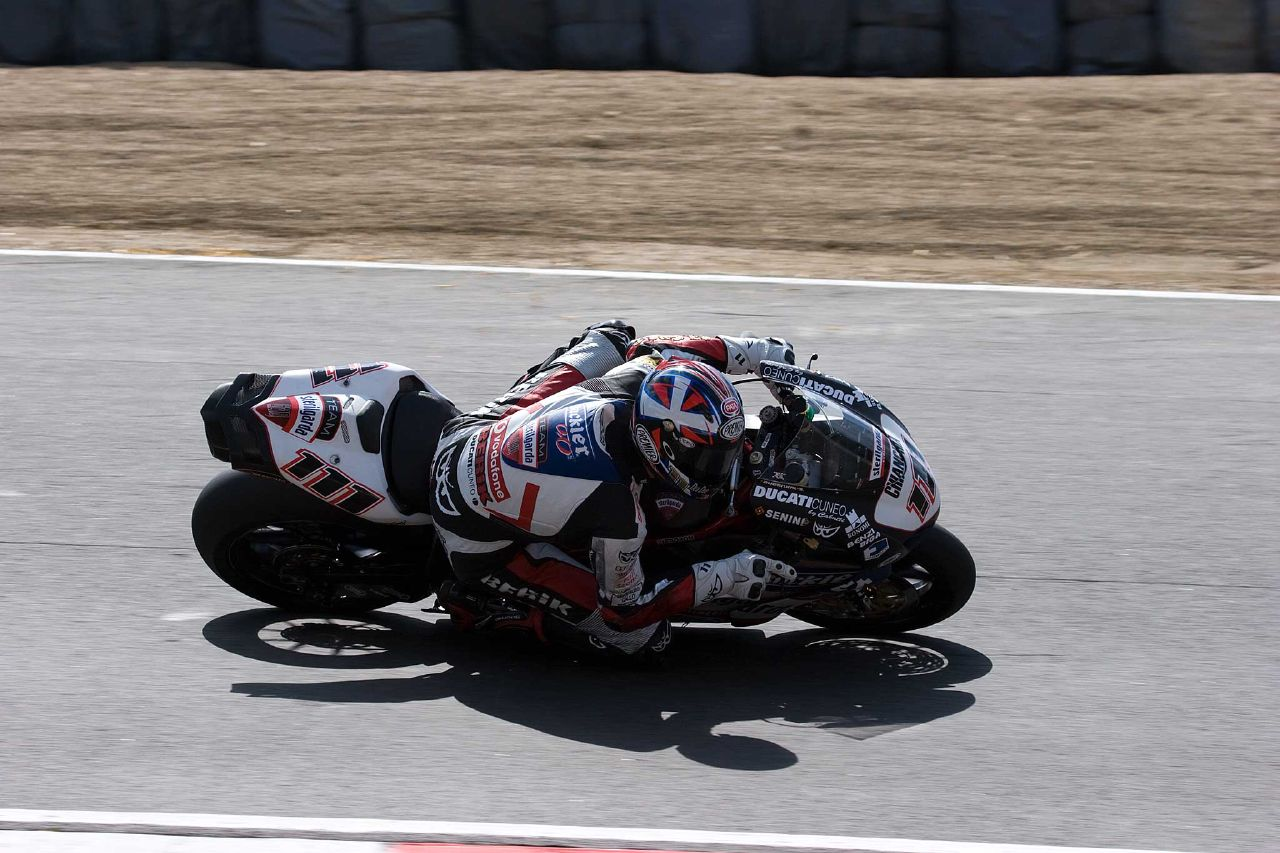
Rubén Xaus, Brands Hatch, 2007

### Rückkehr zu den Superbikes
Zur Saison 2006 kehrte Rubén Xaus dann in die Superbike-WM und zu Ducati zurück. Er startete für das Team Sterilgarda Berik auf einer 2005er Werksmaschine. Der Spanier konnte hier jedoch nicht an seine früheren Leistungen anknüpfen und landete nach einigen Rennstürzen nur auf Rang 14 in der Gesamtwertung.
Auch in der Saison 2007 startete Rubén Xaus für das Sterilgarda-Team in der Superbike-WM. Er pilotierte wiederum eine Vorjahresmaschine von Ducati. Seine besten Resultate waren ein Sieg beim ersten Lauf in Valencia und ein dritter Rang beim ersten Rennen in Assen. Nach einer für seine Verhältnisse konstanten Saison mit nur drei Ausfällen in 25 Rennen, belegte Xaus in der Gesamtwertung den sechsten Platz und ließ damit auch den Ducati-Werksfahrer Lorenzo Lanzi hinter sich.
Für die Saison 2008 wurde Xaus im Sterilgarda-Team, das nun Sterilgarda Go Eleven hieß, bestätigt. Xaus pilotierte eine der komplett neuen 1200-cm³-Ducati 1098 RS 08, sein neuer Teamkollege war der vierfache 250-cm³-Weltmeister Max Biaggi. Von Beginn an herrschte zwischen den beiden eine Rivalität, die auf der Strecke hart ausgetragen wurde. Nach vier erfolgreichen Rennen am Saisonbeginn belegte der Katalane zwischenzeitlich WM-Rang drei. Danach folgten jedoch einige Ausfälle und hintere Platzierungen, die ihn zurückfallen ließen. Im Juni wurde bekannt, dass Xaus 2009 die BMW-Werksmaschine pilotiert, kurz darauf konnte er beim zweiten Rennen in Misano den einzigen Laufsieg der Saison feiern, Biaggi auf Rang zwei machte den Sterilgarda-Erfolg perfekt. In den folgenden beiden Läufen in Brünn fiel Rubén Xaus aus, auch in Brands Hatch konnte er keine Punkte erringen. Beim verregneten Rennwochenende in Donington kam es zum Eklat zwischen Xaus und Teamkollege Biaggi. Der Spanier war im ersten Rennen an Position drei liegend zu Sturz gekommen. Da der Lauf aber noch in derselben Runde abgebrochen wurde, wäre Xaus eigentlich Drittplatzierter gewesen. Er schaffte es jedoch nicht, wie im Reglement vorgeschrieben, innerhalb von fünf Minuten mit seinem Motorrad die Box zu erreichen und wurde deshalb nachträglich aus der Wertung genommen. Im Glauben, Dritter geworden zu sein, ging Xaus zur Siegerehrung, als dann aber Biaggi als Dritter ausgerufen wurde, beschimpfte er seinen Teamkollegen wüst, entschuldigte sich aber später öffentlich dafür. In der Gesamtwertung belegte der Spanier mit 178 Punkten den zehnten Platz.
Ab der Saison 2009 ging Xaus für das BMW-Werksteam, das in dieser neu in die Superbike-WM eingestiegen war, an den Start. Der Katalane erhielt beim Münchner Hersteller einen Vertrag bis einschließlich 2010. Sein neuer Teamkollege ist der Australier Troy Corser.
In der Saison 2011 startete Xaus für das Team HANNspree Ten Kate Honda und schloss seine letzte Saison mit insgesamt 49 Punkten auf dem 17. Gesamtrang ab.
Mit 33 Jahren beendete Ruben Xaus 2011 seine aktive Rennfahrerkarriere und ist seitdem für den italienischen Motorradhersteller Bimota als Berater tätig.

## Ergebnisse
- 1995 – Motorrad-WM – 250-cm³-Klasse, Honda, 0 Punkte
- 1997 – Supersport-Weltserie – Honda Team Rumi, 17., 20 Punkte
- 1998 – Superbike-WM, Team Alpha Technik, 2 Rennen, 53., 1 Punkt
- 1999 – Supersport-WM, Dee Cee Jeans Yamaha, 5., 101 Punkte (1 Sieg, 5 Podien, 2 Pole Positionen)
- 2000 – Supersport-WM, Ducati Infostrada, 7., 77 Punkte (1 Sieg, 2 Podien, 2 Pole Positionen)
- 2001 – Superbike-WM, Ducati Infostrada, 6., 236 Punkte (2 Siege, 6 Podien, 4 Schnellste Rennrunden)
- 2002 – Superbike-WM, Ducati Infostrada, 6., 249 Punkte (10 Podien, 2 Schnellste Rennrunden)
- 2003 – Superbike-WM, Ducati Fila, 2., 386 Punkte (7 Siege, 15 Podien, 1 Pole-Position, 5 Schnellste Rennrunden)
- 2004 – Motorrad-WM – MotoGP-Klasse, D’Antin MotoGP, 11., 77 Punkte (1 Podium)
- 2005 – Motorrad-WM – MotoGP-Klasse, Fortuna Yamaha Team, 16., 52 Punkte
- 2006 – Superbike-WM, Sterilgarda – Berik, 14., 103 Punkte (2 Schnellste Rennrunden)
- 2007 – Superbike-WM, Sterilgarda Racing, 6., 201 Punkte (1 Sieg, 2 Podien)
- 2008 – Superbike-WM, Sterilgarda Go Eleven, 10., 178 Punkte (1 Sieg, 2 Podien)
- 2009 – Superbike-WM, BMW Motorrad Motorsport, 17., 74 Punkte
- 2010 – Superbike-WM, BMW Motorrad Motorsport, 14., 96 Punkte
- 2011 – Superbike-WM, HANNspree Ten Kate Honda, 17., 49 Punkte